# 1947年緬甸議會選舉
緬甸於1947年4月9日舉行過一次議會選舉，的目的是選出一個能制定出一部憲法的制憲議會，由該制憲議會制定出的憲法將會於緬甸自英國獨立後生效。這次選舉是緬甸自英屬印度脫離後舉行的第一次選舉，投票率達49.8%。

## 背景
緬甸民族主義者昂山於1947年1月27日訪英期間與時任英國首相的克萊門特·艾德禮達成了昂山-艾德禮協定。按照協定，緬甸會在1年內完全獨立。這次選舉也是協議條款落實的成果。

## 投票日
投票率總體來說很低。在56個非社區選區，反法西斯人民自由同盟（AFPFL）推出的候選人在沒有競爭對手的情況下當選。而在該同盟推出的候選人的當選受到其它候選人的挑戰的選區，投票率也僅是在50%上下。由緬甸民族主義者組成的繆捷黨（Myochit Party）的黨首吳蘇（U Saw），指控反法西斯人民自由同盟在選戰期間有恐嚇以及腐敗行爲，並宣佈要杯葛這次選舉。巴盛和他的政黨也批評反法西斯人民自由同盟是「英帝國主義的走狗」 。造成投票率低的原因有二：一是緬甸日治時期遺留的動盪社會局面；二是緬甸人對獨立的全力爭取。緬甸共產黨推出的一些候選人及一些獨立候選人也參與了選舉。這次選舉被認爲是一次自由和公正的選舉。

## 選舉結果
| 政黨                 | 所獲票數  | 得票率 | 贏取席次 |
| -------------------- | --------- | ------ | -------- |
| 反法西斯人民自由同盟 | 1,755,000 |        | 173      |
| 緬甸共產黨           | 126,000   |        | 7        |
| 克倫青年組織         | 109,000   |        | 19       |
| 獨立的克倫           |           |        | 5        |
| 盎格魯-緬甸人        |           |        | 4        |
| 無黨籍               |           |        | 2        |
| 無效票               |           | –      | –        |
| 合計                 |           | 100    | 210      |
| 投票率               |           | 49.8   | –        |
| 來源： Nohlen et al. |           |        |          |

## 選舉結束後
1947年7月19日，昂山與其它六人被暗殺。後者包括反法西斯人民自由同盟的黨員和黨領袖。隨後，吳努接管了反法西斯人民自由同盟。1947年9月24日，立憲工作完成。隨後，緬甸於1948年1月4日正式宣佈獨立。